# 妊娠ストール

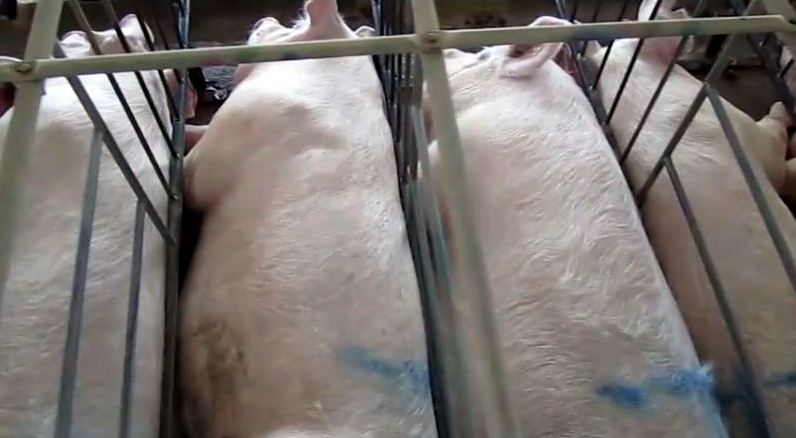
現代の養豚施設で使用される妊娠ストール

妊娠ストール（英: gestation crate, 英: sow stall）とは、子取り用の母豚を妊娠期間中（約114日間）に単頭飼育する個別の檻のことである。
糞尿を処理しやすいよう排泄を定位置でさせる、スペースの削減、個体管理（個別給餌管理）という理由から使用されている。母豚個々の檻のサイズは、母豚のサイズと同程度（60cm（幅）×180cm（奥行き）程度）で、転回ができないようになっている。頭部に餌桶（あるいは自動給餌機）と飲水設備が設置され、尻部の床はすのこ状になっており糞尿が下に落ちる仕組みになっている。
母豚は分娩が近づくと分娩用の別の檻（分娩ストール）に移動させられ、産まれた子豚が離乳すると次の種付けが行われ、再び妊娠ストールに戻される。

## 歴史
動物行動学者で動物福祉施設の開発者でもあるテンプル・グランディンによると、妊娠ストールの使用が拡がったのは、豚の屋内飼育が行われるようになり自動給餌機が設置されるようになった1980年代だという。現代では妊娠ストールに代わるものとして、豚が餌を食べたかどうかを管理するために豚に取り付ける管理の容易な小型発信機と、餌を食べた豚のスムーズな移動が可能な自動給餌システムが存在するが、当時はそのような精度の高いものがまだ開発途中であった。そのため妊娠ストールが業界に広がっていったという。

しかしながら、社交性のある豚を個別に閉じ込め、その行動を大きく制限することから動物福祉の問題が議論されるようになり、近年では廃止の動きが広まっている。2018年5月25日には、日本も加盟するOIE（世界動物保健機関）が、陸生動物規約の中の動物福祉基準「アニマルウェルフェアと豚生産システム」を可決した。この新規章第7.13.12条に次のように盛り込まれた。
成熟雌豚及び未経産雌豚は、他の豚と同様に、社会的な動物であり、群で生活することを好むため、妊娠した成熟雌豚や未経産雌豚はなるべく群で飼われるものとする。
妊娠ストールの問題は国際社会に広く認識されるようになっている。2008年のアメリカの全国調査によると、回答者の69％が、妊娠ストールの禁止を支持していることが分かった。アメリカのいくつかの州では、住民投票により妊娠ストールの廃止が決定している。
2022年２月には、ビリオネア投資家であるカール・アイカーンは、妊娠ストール廃止を掲げながらそれを達成していないマクドナルドに対して、妊娠ストール廃止を促す目的で、マクドナルドの新しい取締役候補２人を指名した。ことが広くメディアに取り上げられた。カール・アイカーンはマクドナルドが妊娠ストールの廃止を掲げているにも関わらず、同社のサプライヤーが母豚の約16週間の妊娠期間のうち、はじめの4〜6週間は母豚を妊娠ストールに閉じ込めることを容認していることを指摘している。

## 動物福祉の問題

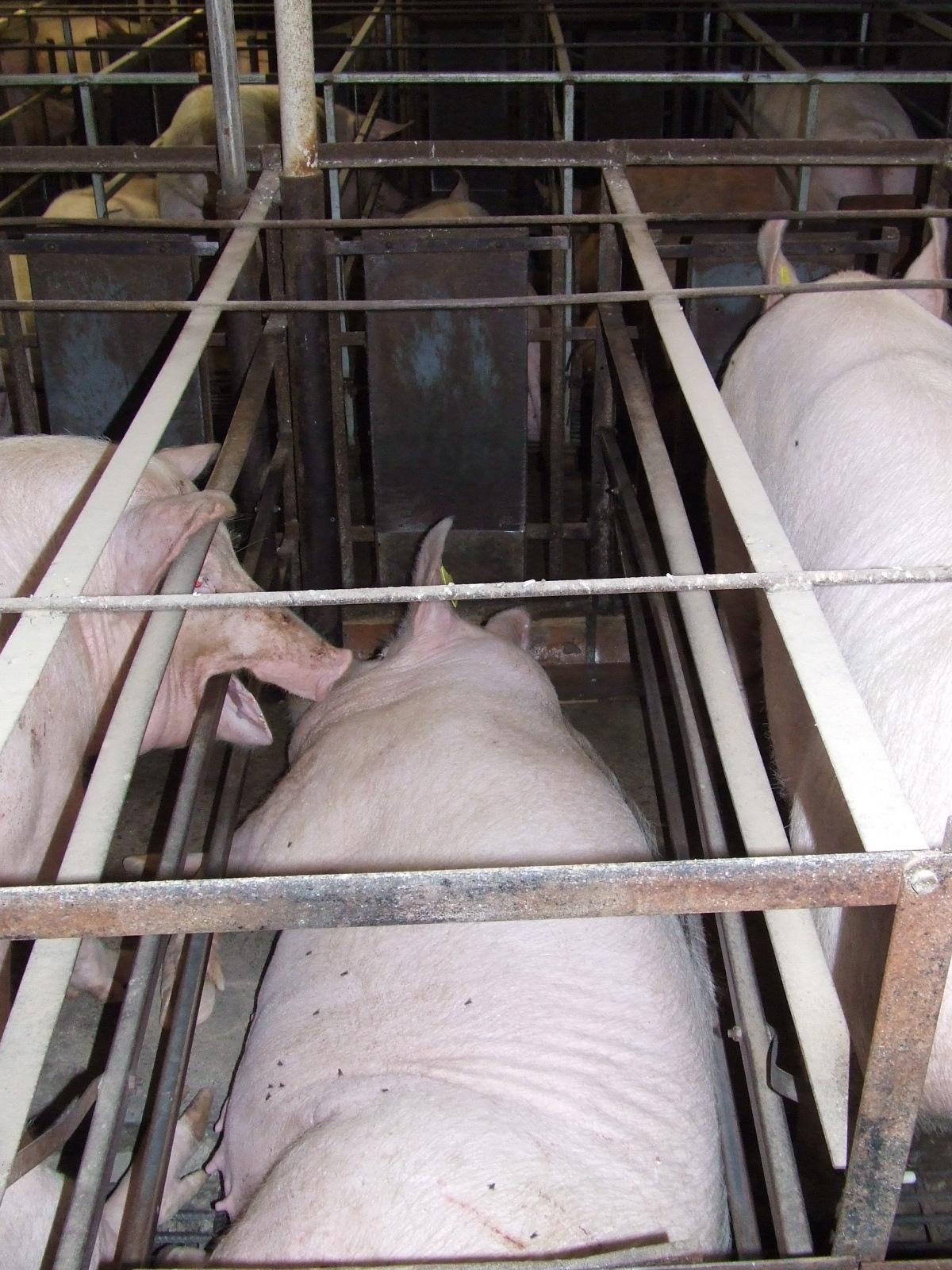
柵を齧む母豚

通常、妊娠した豚は一日約200回「後ろを振り返る」という行動をするが、妊娠ストールでは母豚は振り返るという簡単な行動もできない。
妊娠ストール飼育される母豚は、主に前面を囲う柵を恒常的にくわえて齧る「柵かじり」や、口の中にものが入っていないのに咀嚼し続ける「偽咀嚼」、水を必要以上に飲み続ける「多飲行動」「犬座姿勢」といった異常行動を発現させる。
欧州委員会の科学獣医審議会は、妊娠ストールの研究すべてで反復的な「ステレオタイプ」の行動が見出されたと報告した。米国農務省もまた、妊娠ストールは雌ブタの心臓機能、骨の強さ、姿勢に悪影響を与えると述べている。欧州食品安全機関は2022年の科学的意見書の中で、母豚は永久に群れで飼育されるべきだと結論付けた。
妊娠ストール飼育の母豚にはさまざまな健康問題が見られることが知られる。これらの中には、尿路感染症、呼吸器疾患、皮膚病変、骨密度の低下、筋肉の健康状態の悪化、心臓血管の問題、足の怪我、関節の損傷などが含まれている。妊娠ストールにおける心臓血管の健康状態の悪さや骨密度の問題、筋肉の健康状態の悪さはすべて運動の欠如に起因する。
母豚をストールに閉じ込めたり繋留することは、残虐行為の最も極端な例のひとつである—ケンブリッジ大学獣医学部動物福祉学科教授 Donald M. Broom氏、Scientists and Experts on Gestation Crates and Sow Welfare、
コンクリートの上の妊娠ストールの母豚は、「5つの自由」のすべてに関して虐待を受けています。
- 口の中の満足感の欠如。
- 熱と物理的な快適さの欠如。
- 怪我、筋力低下や骨粗しょう症から痛みや跛行。
- ストレスに起因する口腔内の定型症状。
- 正常な維持行動（例：グルーミング、四肢の伸展）のほぼ完全な否定。
—ブリストル大学獣医学名誉教授 John Webster氏、

## 各国における妊娠ストールの規制状況
妊娠ストール規制は、必ずしも妊娠ストール全廃ではない。
たとえば欧州連合では、授精後4週間までと、分娩1週間前以降の妊娠ストール使用は認められている。母豚の妊娠期間が約114日であることを考慮すると、妊娠期間中の3割をストールの中に拘束されることになる。また大手養豚企業のスミスフィールズも妊娠ストールの廃止を発表しているが、授精後最初の42日間の妊娠ストール使用を認めている（実際には同社は、妊娠していない豚をストールに拘束するという管理手法を取っていたことが明らかになり、2022年に訴訟が起きている）。
コンパス・グループのように、妊娠ストールを使用できる期間を5-7日だけにするようサプライチェーンに求めている企業もあるが、ほとんどの「妊娠ストールを止めた」生産者は、妊娠の最初の4〜6週間は妊娠ストールに母豚を閉じ込めているのが現状だ。
また、「妊娠ストール禁止」は必ずしも母豚が群れの中で自由に動き回れることを意味するものではない。例えば米国カリフォルニア州で決定した「妊娠ストール禁止」は母豚一頭当たりの面積を24平方フィート（約1.5ｍ×1.5ｍ）以上にすることを義務付けるものであり、一頭だけで檻に閉じ込めること自体は禁止していない。
欧州連合
理事会指令「豚保護のための最低基準」（COUNCIL DIRECTIVE 2008/120/EC of 18 December 2008 - laying down minimum standards for the protection of pigs）において、2013年1月1日から、授精後4週間以降～分娩1週間前までは、妊娠ストールの使用を禁止し、群れ飼育をすることが求められることになった。そのため、この規制に対応できなかった養豚場は廃業した（デンマークでは1/3が廃業）。またこの指令の結果、繁殖、肥育の分業化が行われ、大規模養豚への移行の動きが活発になった。このため、2012年～13年には一時的に生産減少の要因となったが、その後は増産につながっている。
なお、欧州連合加盟国のデンマークは授精後3日以降禁止、オランダは授精後4日以降禁止、スウェーデンとドイツでは全期間にわたって禁止するなど、より厳しい規制を国内において設けている国もある。2020年に欧州連合を離脱したイギリスも、1999年以降妊娠ストールを全期間にわたって禁止している。なおドイツでは、EU指令では容認されている分娩ストールも、ドイツ国内では5日以内の使用に限ると厳しい規制を設けており、これら母豚ストールの規制強化への支援として521億円を措置した。
イギリス
EU同様妊娠ストールは禁止。母豚の約 40 ～ 45% が屋外で飼育されている。
ノルウェー
全期間にわたって妊娠ストールを禁止
アメリカ
アリゾナ、カリフォルニア、ミシガン、オレゴン、コロラド、フロリダ、メイン、マサチューセッツ、ロードアイランド、ニュージャージー州の10の州で妊娠ストールの規制が決定している。これらの州では、四肢の伸展や身体の方向転換を可能とする飼養面積の確保が州法で規定される。また、カリフォルニアとマサチューセッツではこれらの基準を満たさない豚肉の販売も禁止となっている。オハイオ州では2011年に妊娠ストールの新設・増設を禁止。2026年以降は既存の妊娠ストールも原則禁止としている。
なお、カリフォルニアでは2022年から本規制（母豚一頭当たりの面積を24平方フィート（約1.5ｍ×1.5ｍ）以上にすることを義務付ける）が施行される予定であったが、施行規則が公布されるまで延期となった。また養豚業界団体は本規制に異議申し立てしてしていたが、米国最高裁判所は本規則の合法性を支持。マサチューセッツ州では2022年1月から施行予定であったが、豚肉流通への影響の懸念から2022年8月15日に延期された。さらにマサチューセッツ州では2023年7月、ミズーリ州の豚肉企業が同州法は連邦法に違反しているとの提訴を行った。これに対し連邦地方裁判所は24年2月、本規制自体は違法ではないとの判決を下した。またカリフォルニアが巨大市場となっているカナダは同州の規制を警戒しており、カナダ豚肉協議会（CPC）は、カリフォルニア州とマサチューセッツ州の州法は非関税貿易障壁であると主張している。
米国では合計11州が妊娠ストールの規制を設けているが、米国全体に占めるこれらの州の豚肉の生産量の割合は多くはない。しかし、規制への反発がある一方で生産者団体も州法への対応を進めており、アメリカでは母豚の40％が妊娠ストールフリーとなっており、調査では88.1パーセントのアメリカ人が連邦法で母豚の拘束飼育を禁止しても良いと回答している。
カナダ
2019年、カナダ豚肉協議会が主体となって、カナダポークエクセレンス（CPE）という全国レベルの取り組みが開始。この中の「ピッグケア」と呼ばれるカテゴリーにおいて、2024年7月1日までに妊娠ストールを撤廃し、すべての母豚を群飼育することが求められている。しかしながら2025年時点で妊娠ストールの撤廃は進行中であるが、完全な廃止には至っておらず課題とされている。
ニュージーランド
「Pigs Animal Welfare (Pigs)Code of Welfare 2010」において、2015年以降禁止。
オーストラリア
TAS州および豪州首都特別地域（ACT）では、妊娠ストールの使用が法律で禁止されている。そのほかの州でも、2017年以降、妊娠ストールを使用できる期間は最大6週間または妊娠期間の約3分の1を超えないよう、州の動物福祉関連法に盛り込まれている（しかし2023年の調査によるとこれが守られていない実態がある）。オーストラリアでは小売大手が妊娠ストールを利用して生産された豚肉の取り扱いを停止するなど、小売サイドからの取り組みが進展している。これに応じる形でオーストラリアの豚肉生産量の91％をカバーする養豚業界団体のAPL（Australian Pork Limited）は、同団体の行動規範（Code of Practice）の中で妊娠ストールの自主的な廃止を掲げており、APLによると同国で飼育される約80％の母豚は妊娠ストールを使用していないという。
ブラジル
2020年に承認されたブラジルの規範的命令によると、2045年1月1日までに、母豚を群飼育できる施設に適応させる必要がある。また2022 年時点で、ブラジル大手加工業者らの母豚群れ飼育割合は全体の 62.9%に達している。

### 世界の大手食肉・食品企業の妊娠ストール規制動向
- JBS（ブラジル） - 2025年までに妊娠ストールを廃止[58]
- BRFブラジルフーズ（ブラジル） - 2026年までに妊娠ストールを廃止[58]
- タイソンフーズ（アメリカ） - サプライヤーに母豚の拘束飼育廃止を推奨しており2018年12月の時点で、タイソンが所有する雌豚の53％が妊娠ストールフリーで飼育されている[59]。
- ホーメルフーズ（アメリカ） - 2017年までに妊娠ストール廃止済[60]
- メープルリーフフーズ（カナダ） - 2021年末までに、会社所有の母豚の妊娠ストール廃止を完了すると発表[61]
- コナグラ（アメリカ） - 2026年5月以降、サプライチェーンから妊娠ストールを排除するポリシーを発表[62]
- スミスフィールド（アメリカ） - 2022年までに妊娠ストール廃止を約束するも、2022年時点で 64% で妊娠ストールを使用[63]。

上記のほか、諸外国では60以上の多国籍企業が妊娠ストールの廃止を宣言した。アマゾンは、2025年までに、北米の自社ブランドの生鮮豚肉製品で妊娠ストールを禁止すると公表している。

## 日本の状況

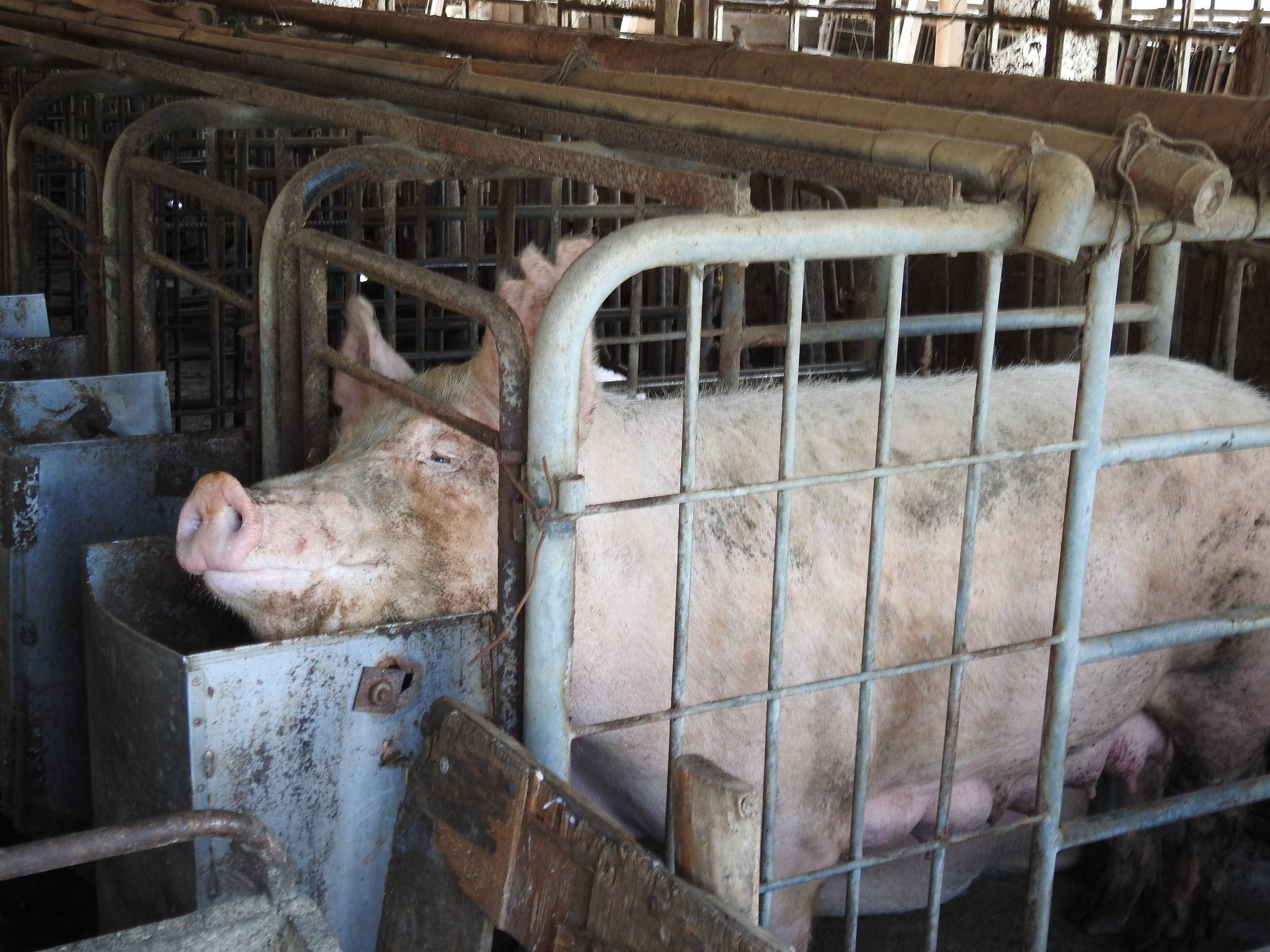
日本の妊娠ストール

2018年時点で、日本の養豚業における妊娠ストールの使用率は91.6％である。2014年に公表された全国養豚調査では、60.7％が母豚を「群れ飼育する時期がない」と回答していることから、これらの母豚は繁殖用に供用されて以降は常時ストール飼育だということになる。2024年に実施された調査によると、90.6％がストール使用、そのうち55.9％は常時使用と推定される。
2021年12月時点で法的な規制はなく、日本の養豚業において一般的に使用されている。国としての妊娠ストール廃止の動きもなく、2023年に発表された畜種ごとのアニマルウェルフェア指針も、妊娠ストールを容認するものとなっている。
しかしながら2022年か2024年にかけて実施された農林水産省委託プロジェクト研究「鶏及び豚の快適性により配慮した飼養管理技術の開発」においては、妊娠ストールを使用しない技術開発が行われている。また、日本最大手食肉加工会社の日本ハムは、2021年9月に、動物保護団体から養豚場での豚の扱いについて内部告発を受け、翌々月11月に、妊娠ストールの使用を2030年までに廃止することを発表した。グローバル展開する日本企業のトリドールホールディングスは、妊娠ストールを使用しないサプライヤーからの調達を部分的に行うなど、廃止に向けた動きは皆無ではない。
2022年1月18日の報道によると、大阪府の吉村洋文知事は、2025年の大阪・関西万博に向けて、食材調達にはバタリーケージや妊娠ストール禁止など世界水準に沿う「アニマルウェルフェア」を加味した調達を検討すべきだとの考えを示した。

## ストールを使わない飼育
ストールを使用しないフリーストール飼育の場合、ストール使用に比べて母豚飼育に必要な面積は最大で2倍程度となる。フリーストール飼育の方法には、フリーアクセスストール、エレクトリックサウフィーディングシステム（ESF 個体識別方式）などがある。
⺟豚の集団飼育のための代替システムの資本コストは、飼育構造、使⽤する給餌システムの種類、必要な飼育スペースによって⼤きく異なる。オランダでは様々な飼育システムの比較した結果、妊娠ストールよりも効果となる代替システムもあるものの、ESF 個体識別方式の投資コストは妊娠ストールよりも低いという結果であった。